# Buster Brown
Buster Brown var en amerikansk seriefigur skapad 1902 av Richard F. Outcault. År 1904 blev Buster Brown maskot för skoföretaget Brown Shoe Company, och han tillsammans med sin vän Mary Jane och hund Tige var välkända hos den amerikanska allmänheten i början av 1900-talet. Seriefigurens gav även upphov till namnet på en populär typ av pojkklädsel, Buster Brown suit, som påminde om hans utstyrsel.

## Ursprung

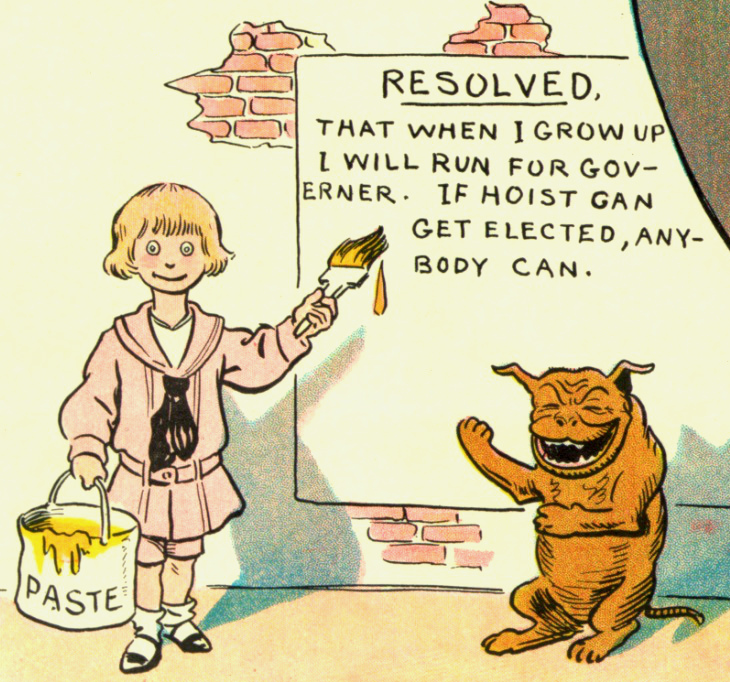
Buster och Tige, 1906.

Namnet "Buster" var direkt, eller indirekt, inspirerat från den populära Buster Keaton, som då fortfarande var vaudeville-barnskådespelare. Buster Browns klädstil och även hans hund var inspirerade av Frances Hodgson Burnetts romanfigur Little Lord Fauntleroy, så som han illustrerades av tecknaren Reginald Birch 1886. Outcault sa sig dock ha fått idén till Busters kostym utifrån en målning av Prince Edward när han besökte Irland 1846 iförd sjömanskostym och bredbrettad hatt.

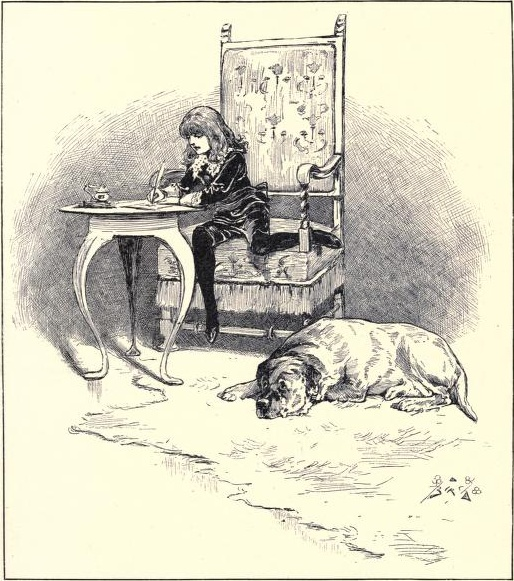
Visuellt påminner Buster Brown mycket om Little Lord Fauntleroy, från 1886.
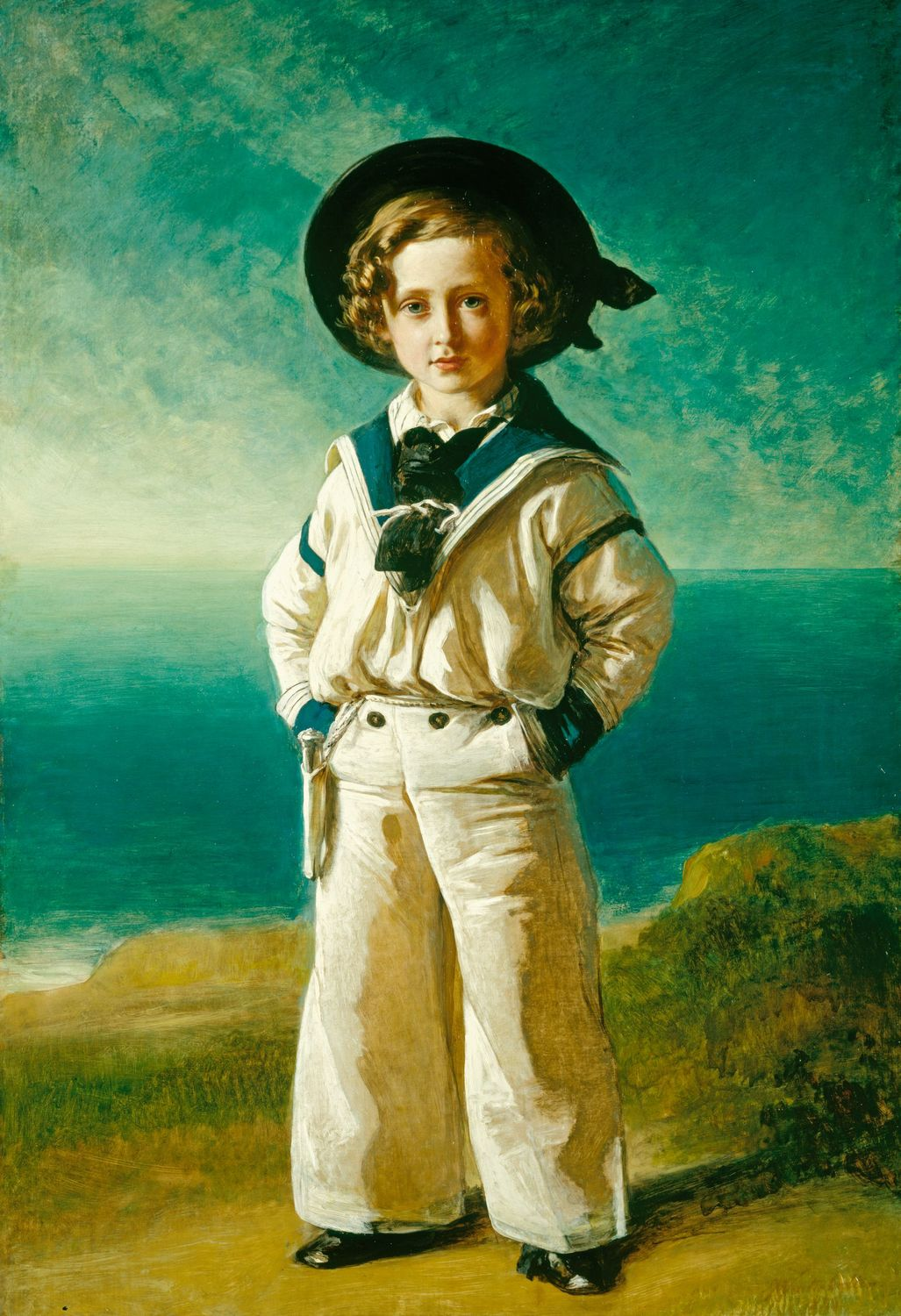
Själv sa Outcaults att han inspirets av Franz Xaver Winterhalter målning av Prins Edvard, från 1846.

Seriefiguren Mary Jane baserades på en riktig person, nämligen Outcaults egen dotter med samma namn. Enligt Outcault själv – och hans dotter – var hon den enda figur som baserades på en verklig person, även om "Mrs. Brown" påminde om Outcaults fru. Trots detta sägs seriefiguren Buster Brown ändå vara löst baserad på Granville Hamilton Fisher från Flushing, New York, som var son till Charles och Anna Fisher. Buster Browns fysik, inklusive hans pagefrisyr, är mycket lik Fisher. En annan pojke, Roger Cushman Clark (1899-1995) från Deadwood, South Dakota, har också sagts inspirera till seriefiguren Buster Brown.

## Utgivningshistorik
Serien om Buster Brown började publiceras den 4 maj 1902 i  New York Herald. I januari 1906 lämnade Outcault New York Herald för att anställas av William Randolph Hearst, och efter en tvist som löstes i domstol, kunde Outcault fortsätta med sin serie i Hearsts tidningar, dock utan rättigheter till namnet, medan Herald fortsatte publicera sin egen version av Buster Brown av andra serietecknare. Serien fortsatte att publiceras i Herald fram till januari 1911, och Outcaults version fram till 13 maj 1923.
Seriefiguren inspirerade många efterföljare, som Perry Winkle i dagstidingsserien Winnie Winkle och de tecknade filmerna Bobby Bumps.
Serie översattes till portugisiska för den brasilianska barntidningen O Tico-Tico där Buster Brown kallades Chiquinho och med en något anpassad historia av brasilianska författare.
Serien översattes även till svenska och gavs ut av förlaget Ljus i de två julalbumen Buster Brown, hans hund Tobby och hvad som hände dem 1907 och Buster Brown, hans upptåg och berömvärda föresatser 1908.
På 1940- och 1950-talet gavs serien ut i nytt format av Brown Shoe Company. Under 1950-talet producerade Custom Comics och Dell Comics även andra serier med figurerna baserade på en radioföljetong. Buster Brown och de andra figurerna dök återigen upp en kort period under 1980- och 1990-talen, men då med ett något mer samtida uttryck.

## Figurer och historier
Buster Brown är en ung pojke som klär sig som Little Lord Fauntleroy, och bor i stan tillsammans med sina välmående föräldrar. Han är uttalat söt, exempelvis i jämförelse med Outcaults andra kända serifigur The Yellow Kid, men hans handlingar är allt annat än söta. Han är en buspojke som tycker om practical jokes, krossar fönster med sin slangbella eller spelar sina grannar spratt. Vid flera tillfällen byter han kläder med sin vän Mary Jane och uppträder som liten flicka. Hans olika upptåg avslöjas alltid och han blir straffad, vanligtvis genom att få smisk av sin mor, men han verkar aldrig ångra sig. Många avsnitt avslutas med att han levererar en själv-rättfärdigande moralkaka som har lite eller inget att göra med hans handlingar. Ett exempel, från ett avsnitt första gången publicerat 31 maj 1903, där Buster ger sin hund Tige sockerdricka från en drickafontän i ett snabbköp men drickan skvätter ned honom och en fin dams exklusiva kläder. Händelsen resulterar i att mamman tar hem honom och agar honom med en pinne. I sista rutan skriver pojken en text som börjar: "Löst! Apotekare är legitima rånare. De säljer läsk och godis för att göra dig sjuk, för att sedan sälja medicin som gör dig värre."
Andra återkommande figurer, utöver Busters föräldrar är Mary Jane som är Busters flickvän och Busters hund Tige (som kallades Tobby på svenska). Tige kategoriseras som det första talande husdjuret i en tecknad serie, och likt många av sina efterträdare så märker inte de vuxna hans tal.

## Maskot för Brown Shoe Company
Outcault besökte Världsutställningen i Saint Louis 1904, där han sålde licensen att använda Buster Brown i annonser till uppemot 200 företag. John Bush, som jobbade för Brown Shoe Company övertalade företaget att köpa rättigheterna för Buster Browns namn och märket introducerades för allmänheten vid världsutställningen 1904.
Kortvuxna anställdes av Brown Shoe Co. att spela Buster under turnéer runt om i USA. Dessa skådespelare,  framträdde tillsammans med en hund på olika varuhus, teatrar och skoaffärer från 1904 till 1930. Richard Barker spelade Buster Brown i många av Brown Shoe Company annonskampanjer och hans historia berättas i hans biografi Buster Brown and the Cowboy.
Under perioden 1945-1959 återvände Brown Shoe Company till serieformatet då de började publicera Buster Brown Comics som gavs ut gratis i skoaffärer. Vissa var tecknade av Reed Crandall, men även andra ganska välkända serietecnare förekom. Serietidningen hade alltid originalfigurerna på framsidan men inuti kunde serierna handla om andra figurer, som Robin Hood.

## I andra media och sammanhang

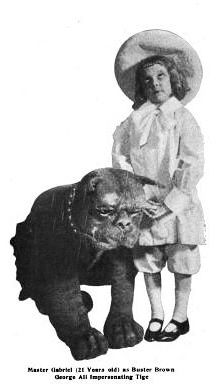
21-åriga kortväxta skådespelaren "Master Gabriel" spelade huvudrollen som Buster Brown, tillsammans med George Ali som Tige, i en Broadway produktion 1905.

### Film
En serie kortfilmer med skådespelare baserad på serien producerades mellan 1925 och 1929 av Stern Bros. för Universal Pictures. Buster spelades av skådespelaren Arthur Trimble. Pal the Wonder Dog, som spelade Tige, och regissören Gus Meins kom senare att förknippas med den populära tv-serien Our Gang (Rackarungar).

### Teater
År 1905 framfördes teaterpjäsen Buster Brown på Broadwayteatern Majestic. I huvudrollen sågs den 21-åriga kortväxta skådespelaren som kallades Master Gabriel (1882–1929), född Gabriel Weigel. Pjäsen omfattade även skådespelaren George Ali, som gjort sig känd för att spela djur, i rollen som Tige. Gabriel spelade åter igen Buster Brown i en pjäs från 1913.

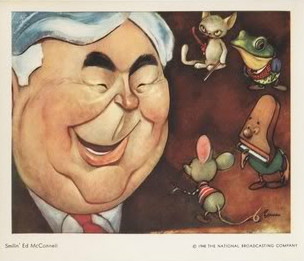
Smilin' Ed med några av figurerna från Smilin' Ed's Buster Brown Gang, dock utan Buster Brown, 1947.

### Radio
En radioföljetong med Buster Brown började sändas 1943 med Smilin' Ed McConnell på West Coast NBC Radio Network. Följetongen omfattade figurer som Froggy the Gremlin och Midnight the Cat

### Television
På 1950-talet flyttade McConnell följetongen till tv, där den sändes som Smilin' Ed's Gang och The Buster Brown Show under fyra år. Andy Devine tog över 1955 efter McConnells död, omdöpt till Andy's Gang, och programmet sändes 20 augusti 1955 till 31 december 1960. Buster Brown spelades av skådespelaren Jerry Maren och programmet inleddes alltid med att McConnell ropade "Hiya, kids" till barnpubliken varefter de sjöng en relamsång för företaget som sponsrade programmet – Buster Brown shoes. Utöver Buster Brown förekom bland annat den populära handdockan Froggy the Gremlin, en figur som redan förekommit i radioföljetongen.

### Lekar

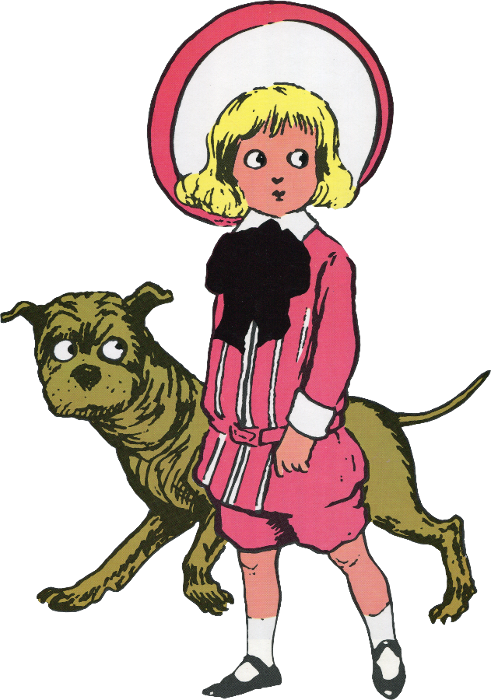
Buster Brown med sin karaktäristiska utstyrsel som han kom att ge namn åt.

Buster Brown förekom i flera olika barnlekar. En hopprepsrim börjar med "Buster Brown | Went to town | With his pants | On upside down." En annan lek förekommer på gunnbräda där den ena stannar då den andra är som högst upp och ropar, "Buster, Buster, Buster Brown, what will you give me if I let you down?". Den som sitter fast högst upp brukade då erbjuda den andra något mycket storslaget, som alla Barbiedockor som någonsin skapats, månen och alla stjärnorna, eller något liknande.

## Buster Browns kostym
Föregångaren till Buster Browns kostym (The Buster Brown suit) var The Fauntleroy suit som blivit ett barnmode under senare delen av 1880-talet hos amerikansk medelklass.
Buster Browns utstyrsel, den så kallade The Buster Brown suit, blev snabbt populär i början av 1900-talet hos unga pojkar i USA. Typiskt bestod den av en dubbelknäppt jacka med bälte som bars tillsammans med rundhalsad skjorta, stor mjuk fluga och shorts eller knälånga knickers. Ofta skulle barnet även bära en bredbrättad stråhatt och ha pagefrisyr. Senare blev även de typiska skorna av märket Buster Brown Company – så kallade Mary Janes – en viktig accessoar till kostymen. Tillsammans med sjömanskostymen, Etonkostymen, Norfolkjackan och Fauntleroykostymen, var Buster Brown-kostymen en av de viktigaste stilarna för pojkar under perioden i USA.

## Galleri

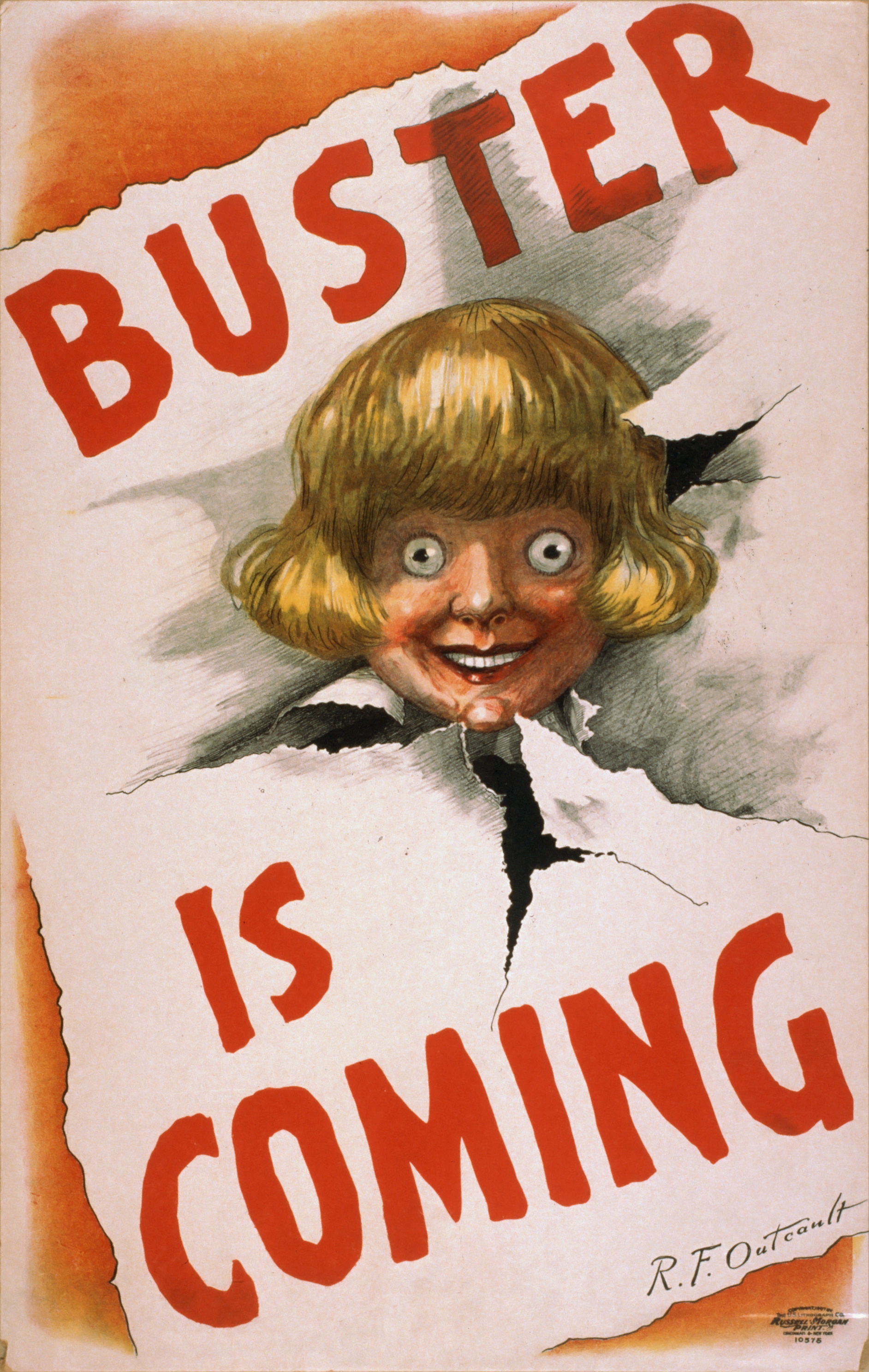
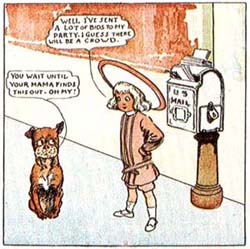
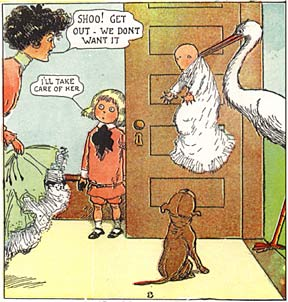
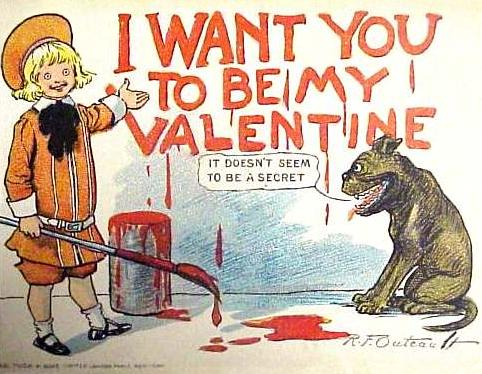
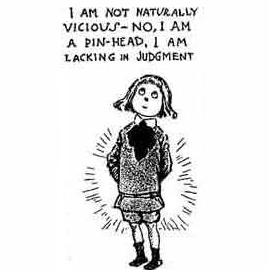
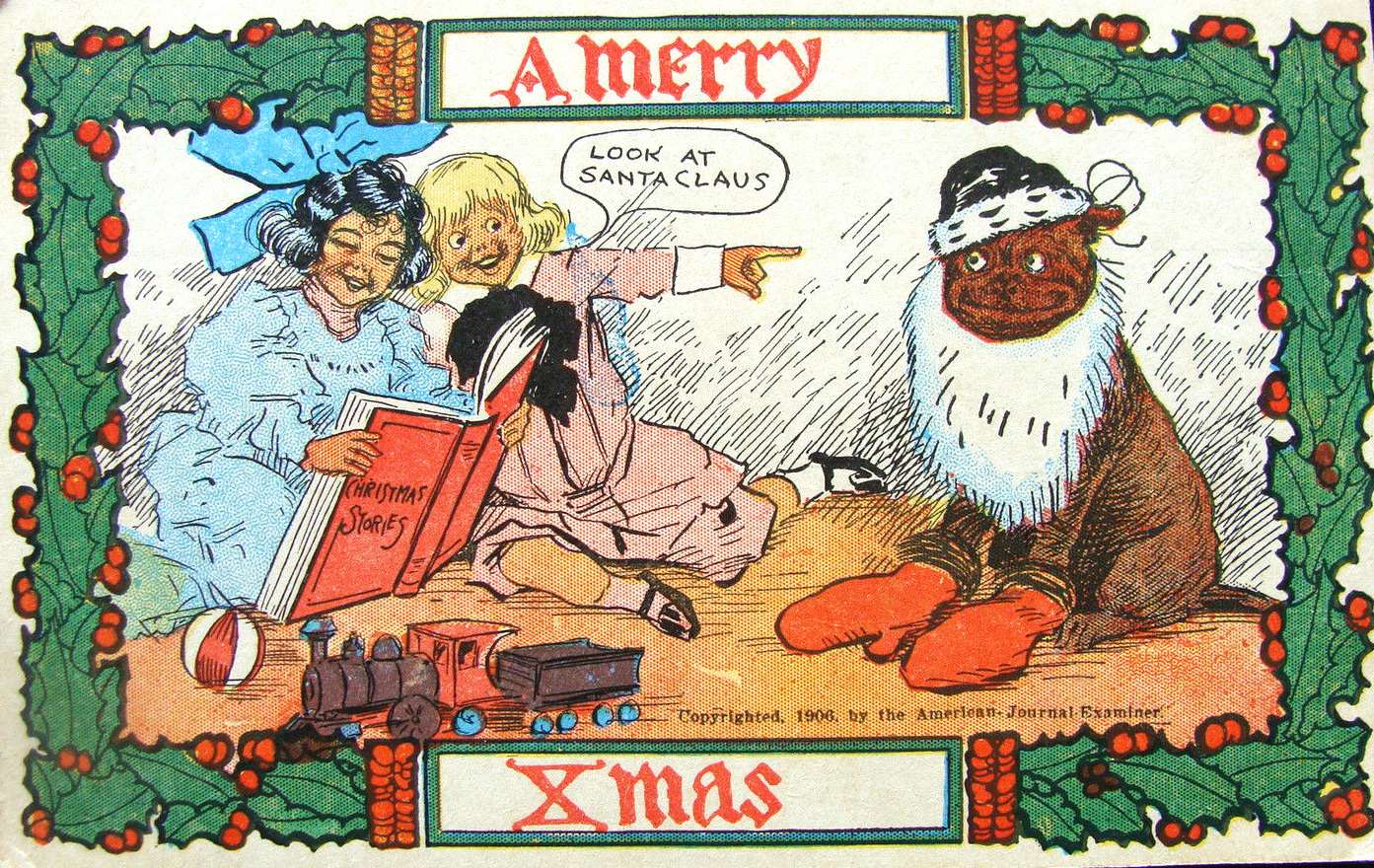
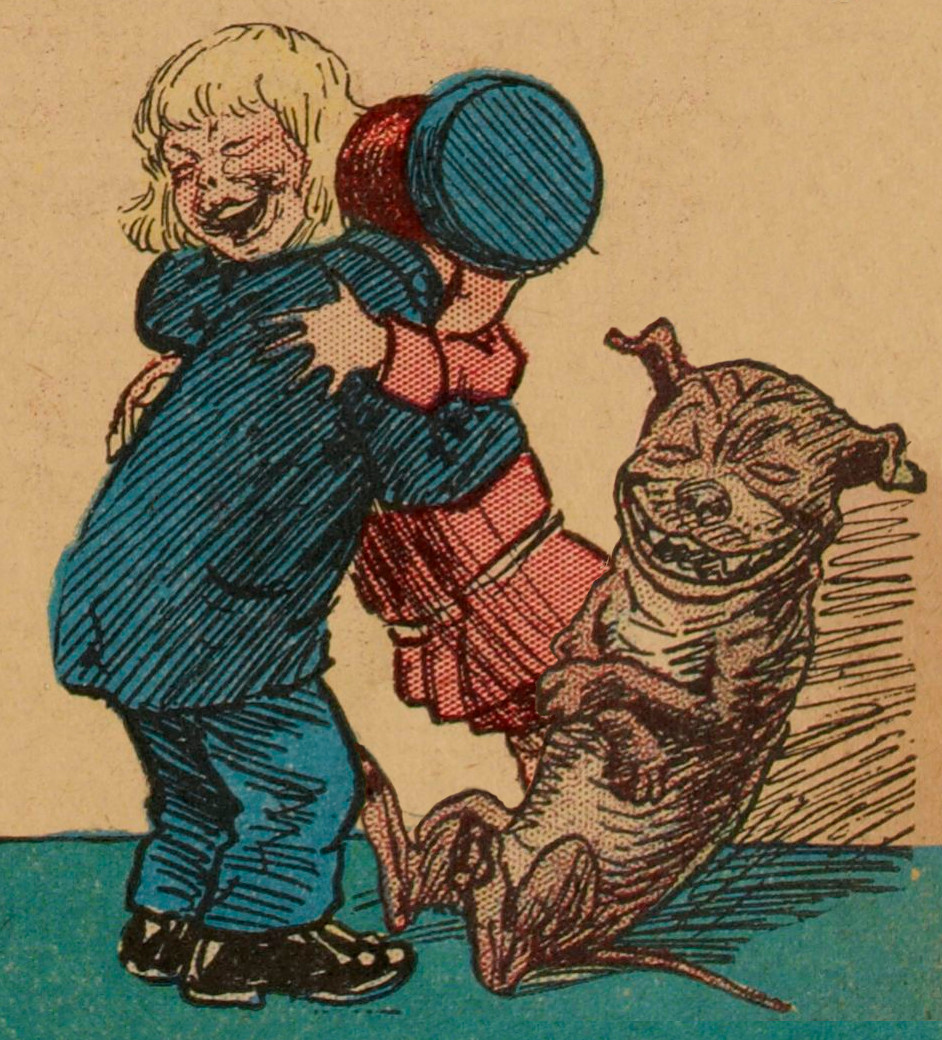
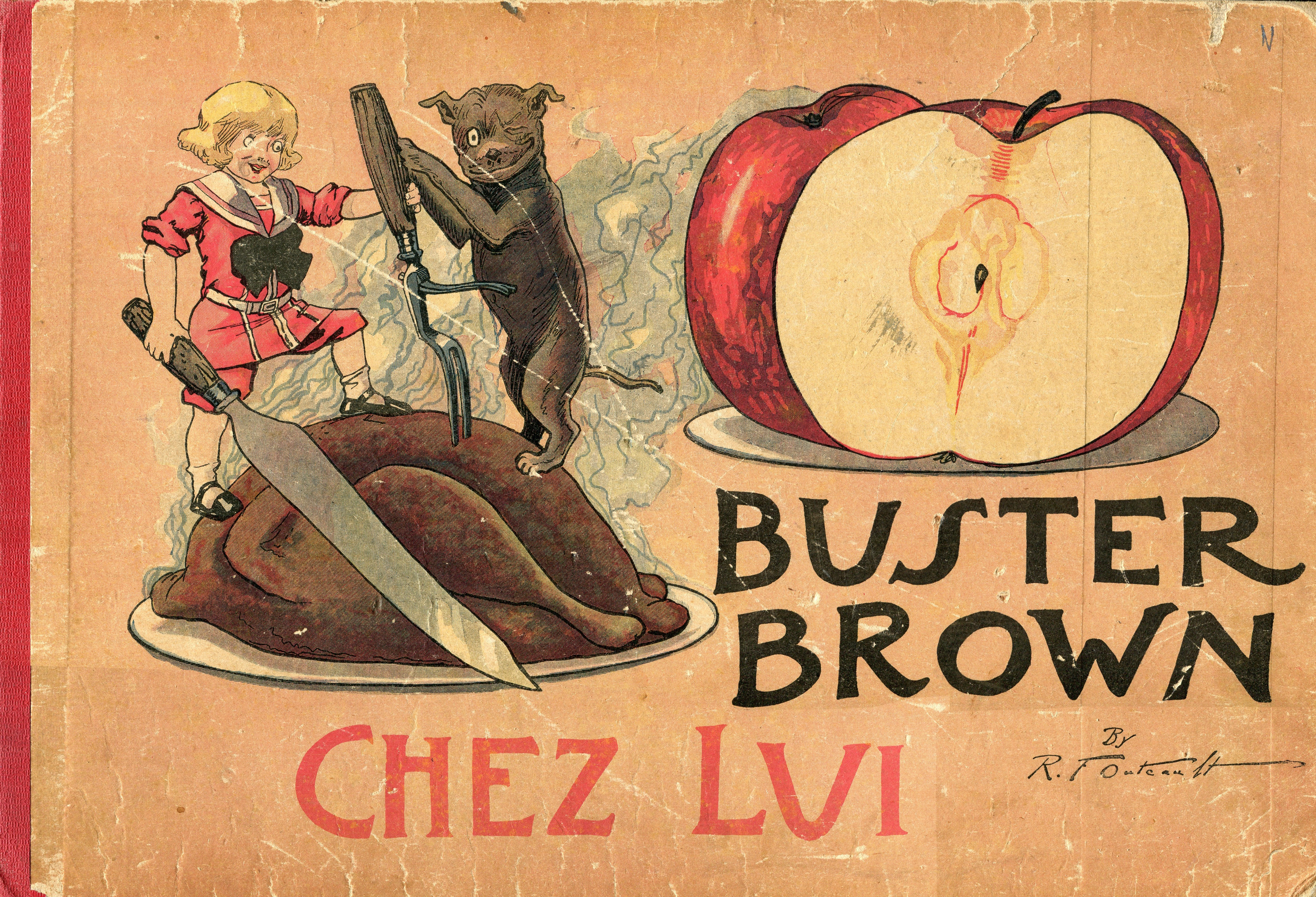